# Erkencho

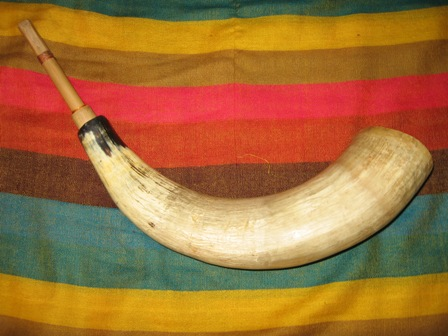
Erkencho

El erkencho o erquencho, también llamado erkecito, es un clarinete idioglótico derivado del pututu, compuesto por una boquilla de diez a trece centímetros de largo que posee una lengüeta batiente (la lengüeta es parte de la boquilla) y un cuernos vacuno o caprino que cumple la función de amplificar el sonido, muy similar al Shofar.
Algunos autores lo consideran como dos o una variante de menor tamaño del erke. Este instrumento se encuentra en el Sur boliviano y en el Norte argentino. El erkencho es, acústicamente, un clarinete tritónico. Su sonido se debe a la vibración de una lengüeta, que a su vez es el resultado de un corte realizado en el cuerpo mismo de la caña llamada también pajuela (fig. 12 del capítulo aerófonos).
Esta lengüeta se comporta igual que las de los clarinetes - lengüetas llamadas genéricamente cañas, porque se construyen con este material y que actúan cuando el aire es forzado a pasar hada el interior del instrumento propiamente dicho: tubos o cuernos. Se debe adquirir cierta práctica para medir la intensidad con que los labios deben ejercer presión sobre la lengüeta. Una presión desmedida bloquea tanto el pasaje del aire como la posibilidad de vibración de la lengüeta. Por el contrario si se la deja totalmente floja, el aire pasa sin producir vibración alguna al tubo. En algunas pajuelas, una vez realizado el corte, la lengüeta queda muy pegada al tubo. En estos casos se usa el recurso de atravesar un delgadísimo filamento, extraído de la misma caña, que a manera de cuña separa levemente la lengüeta, con lo que facilita su capacidad de vibración. Las alturas de los sonidos estarán condicionadas únicamente al tamaño de la caña, mientras que las dimensiones del cuerno ejercerán una influencia sobre la potencia del sonido, ya que actúa como caja de resonancia. Los sonidos se pueden modificar de dos maneras distintas o bien con el recurso de emplear simultáneamente estos dos procedimientos:
Aumentando la potencia de la columna de aire y presionando a la vez los labios con una mayor intensidad, en cuyo caso suena más agudo por aumento del número de vibraciones. A la inversa, aflojando la presión de los labios y el caudal del aire, el sonido desciende a los grados más graves del acorde. Introduciendo la caña en la boca, la lengüeta se alarga dentro de la cavidad bucal y el sonido es más grave. Por el contrario, al sacar hacia afuera la caña con lo que la lengüeta se acorta el sonido se hace más agudo.
Aunque las notas del acorde perfecto mayor se perciben claramente en toda ejecución realizada en erkencho las melodías logradas tienen tendencia a deslizarse en forma de glisandos como si una nota, antes de resolver en otra, pasará por todos los tonos, semitonos, cuartos de tonos y comás posibles, recordándonos el purísimo y tradicional estilo de los bagualeros y las bagualeras norteñas, cuando cantan sus coplas con esa carga de emoción inimitable, profusamente adornado con portamentos o arrastres; vibratos y mordentes que los copleros denominan con el término "kenko".